# Ференц Салаші
Фе́ренц Са́лаші (угор. Szálasi Ferenc; 6 січня 1897, Кошиці, Австро-Угорщина — 12 березня 1946, Будапешт, Угорщина) — угорський політичний та державний діяч, військовик та політв'язень. Лідер угорських правих рухів 1930-тих та 1940-вих років, засновник та очільник пронацистської Партії схрещених стріл. Після перевороту, організованого німецькими військами, очолив новий уряд Угорщини, обійняв посади Прем'єр-міністра Угорщини та Національного лідера Угорщини, встановивши власну авторитарну диктатуру. Організатор геноциду євреїв на території Угорщини.

## Життєпис
Народився в Австро-Угоршині, у місті Кошиці, у словацько-українсько-вірменській родині. Його дід мав прізвище Салашян. У юності дотримався сімейної традиції і став професійним військовим. Починав службу в цісарській армії Австро-Угорщини.

### Політична кар'єра
1925 р. пішов до угорського війська, де здобув чин капітана на службі у Генеральному Штабі. 1930 р. вступив до таємної організації угорських націоналістів, 1933 р. полишив військову службу, а 1935 р. заснував Партію національної волі (ПНВ). Однак ця політична сила залишилася маргінальною: вона програла найближчі парламентські вибори. Тим не менше Салаші продовжив активну політичну діяльність, яка спиралася на візію Великої Угорщини та фашистської посвяти. 1937 його однодумці заснували Партію схрещених стріл.
Самого Салаші уряд Міклоша Горті неодноразово ув'язнював, але й у тюрмі він залишався впливовим політичним лідером. 1939 р. його Партія схрещених стріл виборола 30 місць в парламенті Угорщини. 1940 р. вийшов на волю за амністією, але тоді ж Партія схрещених стріл офіційно заборонена урядом і перебувала в підпільному статусі аж до весни 1944 року.

### Ідеологія Салаші
Салаші став автором власної ідеології, яку називав «гунґаризм». Мав численних прибічників, які називали себе «гунґаристами» (від «Гунґарія», Унґарія — Угорщина латинською мовою).
Комуністична пропаганда закидала руху Салаші сліпе копіювання німецьких націонал-соціалістичних зразків, однак у ньому були присутні риси як етнічного націоналізму, так і популярного в Європі фашизму. Це робило «гунґаризм» своєрідним явищем у часи міжвоєнної Європи та Другої світової війни, і цей рух був зрештою в опозиції до влади Горті.

### Прихід до влади
15 жовтня 1944 р. німці влаштували державний переворот в Угорщині; вони скинули регента Горті, який шукав контактів з антигітлерівською коаліцією, та привели до влади Салаші, який проголосив «Угорську державу» (до того Угорщина формально була королівством). Режим відзначився, між іншим, другою (після уряду Деме Стояї) хвилею масових вбивств євреїв.

### Суд та страта
24 грудня 1944 року радянсько-румунські війська наблизилися до Будапешту і до лютого розбили німців і угорців, що захищали його; Салаші продовжував контролювати незайняті радянською армією райони Угорщини до квітня 1945 року, після чого втік до Австрії. Там він був заарештований американцями, виданий угорському уряду, постав перед судом у Будапешті за звинуваченням у військових злочинах і злочинах проти людяності, де був засуджений до страти. 12 березня 1946 Ференц Салаші був повішений. Разом з ним були страчені діячі «схрещених стріл» Габор Вайна, Карой Берегфі і Йожеф Гера.